# Вермеер, Ян
Ян (Йоханнис) Верме́ер, Верме́р, в историографии также Верме́ер Де́лфтский (нидерл. Jan Vermeer van Delft, Johannes Vermeer van Delft [ˈjɑn vərˈmeːr]МФА; 31 октября 1632, Делфт — 15 декабря 1675, там же) — нидерландский живописец, мастер бытового и портретного жанров, один из самых выдающихся художников «Золотого века голландской живописи» наряду с Питером де Хохом, Герардом Терборхом, Рембрандтом и Франсом Халсом.
В русской искусствоведческой традиции более распространённым вариантом написания имени художника является Вермеер Дельфтский. Другие варианты — Йоханнис ван дер Мер, Йоханнис вер Мер, Вермер Делфтский. По правилам транскрипции голландских имён сочетание ee передаётся как е.

## Биография
О жизни Вермеера известно очень немного. Он родился (по крайней мере был крещён) 31 октября 1632 года в Делфте, Южная Голландия, в семье предпринимателя и торговца. Ян был вторым ребёнком и единственным сыном своих родителей. Его отец Рейньер Янс был родом из Антверпена, в 1611 году он переехал в Амстердам и работал ткачом по шёлку. После женитьбы Рейньер переехал в Делфт и в 1631 году арендовал постоялый двор «De Vliegende Vos» на Фольдерсграхте в Делфте. Он продолжал заниматься шелкоткачеством, а также был зарегистрирован в делфтской Гильдии Святого Луки (Sint-Lucasgilde van Delft) в качестве торговца предметами искусства.

### Образование
О годах ученичества Вермеера не сохранилось достоверных данных. Известно, что 29 декабря 1653 года Ян Вермеер был принят в делфтскую Гильдию Святого Луки, деканом которой он позднее был четыре раза (в 1662/1663 и 1670/1671 годах). По условиям гильдии членство в ней предваряли шесть лет серьёзного обучения живописи у мастера, состоявшего в гильдии. Ян Вермеер был знаком с художниками Леонардом Брамером и Герардом Терборхом. На основании этого факта возникли предположения, что Вермеер состоял в обучении у одного из них. Среди возможных учителей называют также Абрахама Блумарта, работавшего в Утрехте и состоявшего в дальнем родстве со своей будущей тёщей. Существует также предположение, что на цветовую палитру Вермеера повлиял Хендрик Тербрюгген.
Кроме этого распространена, но не имеет документальных подтверждений гипотеза о том, что учителем Вермеера был живописец Карел Фабрициус, в свою очередь ученик Рембрандта. Безусловно, огромное влияние на творчество Вермеера оказал голландский мастер бытового жанра Питер де Хох, проживавший в Делфте с 1652 по 1661 год, что нашло отражение в картине «Диана со спутницами». Его индивидуальный стиль также получил дальнейшее развитие в картинах Вермеера.
Неизвестно, предпринял ли Вермеер также поездку в Италию для обучения, что не было редкостью в то время. Делфтские художники, такие как Карел Фабрициус, Леонард Брамер, свидетель и переговорщик на его свадьбе, и Кристиан ван Коувенберг также упоминались как возможные учителя. Однако их стиль отличается, и Вермеер, похоже, пошёл своим путём.

### Семья и работа
20 апреля 1653 года Вермеер женился на Катарине Болнес из Схиплуйдена в окрестностях Делфта. Вермеер был воспитан в кальвинистской среде, хотя семья не была членом реформатской общественной церкви Голландской Республики. Чтобы жениться на Катарине, Вермеер принял католичество. Его набожная тёща Мария Тинс из богатой семьи торговцев согласилась на брак только при этом условии после посредничества художника Леонарда Брамера.
В 1660 году Вермеер вместе с женой переехал жить в дом тёщи на Ауде Лангендейк с одиннадцатью комнатами. Там Вермеер работал в своей мастерской на первом этаже. У Вермеера было пятнадцать детей, четверо из которых умерли в раннем возрасте. Очевидно, что материальное положение художника было неплохим, раз он мог без проблем прокормить своих детей. Известно, что Вермеер писал в год лишь по две картины, поэтому у него были и другие источники дохода. Он помогал своей матери управлять трактиром «Мехелен» на главном рынке Делфта, доставшимся ей в наследство после смерти мужа. Предполагается, что в этом заведении Вермеер мог вести обычную для голландских художников того времени торговлю предметами искусства. В то время в Голландии совмещение профессий ремесленника, живописца (профессия которого также рассматривалась как рядовое ремесло) и торговца было обычным делом.
Ещё при жизни художника за картины Яна Вермеера платили очень хорошие деньги. В основном Вермеер писал для своих заказчиков-меценатов. Главными покровителями художника и почитателями его творчества были пекарь Хендрик ван Буйтен и хозяин печатной мастерской Якоб Диссиус, в коллекции которого согласно инвентарному перечню 1682 года находилось девятнадцать картин Вермеера. Остаётся неизвестным, писал ли Вермеер под конкретные заказы меценатов или они просто получали право преимущественной покупки готовых произведений мастера. Вермеер был известным экспертом по вопросам искусства. Так, например, он был в числе знатоков, которым доверили установить подлинность коллекции венецианских и римских картин, предложенных курфюрсту Бранденбурга Фридриху Вильгельму I за 30 тысяч гульденов. В 1672 году Вермеер ездил в Гаагу, где давал заключение о стоимости картин вместе с другим художником: Якобом Йордансом. В присутствии нотариуса он опроверг подлинность коллекции и заявил, что в действительности она стоит не более одной десятой от запрашиваемой цены.

### Последние годы жизни
К концу жизни экономическое положение художника значительно ухудшилось, и он был вынужден брать кредиты. В результате Голландской войны с Францией, начавшейся в 1672 году (и продолжавшейся до 1679 года), замерла торговля живописью. В своём ходатайстве о частичном списании долгов, датированном 30 апреля 1676 года, вдова Вермеера поясняла, что во время войны её муж был вынужден продавать картины по заниженной цене. Художник впал в уныние, и в декабре 1675 года Вермеер потерял сознание. Непонятно, что именно произошло, но через полтора дня он скончался.
Вермеер был похоронен 16 декабря в фамильном склепе в Старой церкви (Oude Kerk), место, которое было выкуплено тёщей художника Марией Тиннс ещё в 1661 году. Его гроб несли четырнадцать человек под «один звон колокола». Его жена из-за долгов вынуждена была отказаться от наследства и передала его кредиторам. Средств на установление мемориальной плиты к тому времени не было.
С годами информация о точном месте погребения художника в церкви была утрачена. В 1975 году по случаю 300-й годовщины со дня его смерти муниципалитет оплатил установление первой мемориальной плиты на месте бывшего расположения фамильного склепа Вермееров. 26 января 2007 года возле западного выхода церкви была торжественно открыта дополнительная плита, на которой указано, что художник был похоронен именно в этой церкви. Между тем существует версия, что во избежание проседания церковного пола остатки погребений под всеми плитами, которые находились в церкви, в своё время были перемещены за пределы здания. В отличие от многих других художников, у Яна Вермеера не было учеников.

## Итоги и оценки творчества
В ранний период творчества Ян Вермеер находился под влиянием живописи утрехтских караваджистов. Он изображал обыденные сцены из жизни голландцев среднего класса: торговцев, ремесленников, солдат. Е. И. Ротенберг писал, что картины художника «привлекают на редкость своеобразным сочетанием возвышенного строя образов и одновременной близости их к реальной натуре… Сюжетный репертуар зрелых и поздних картин Вермеера как будто бы близок к работам других мастеров бытового жанра — например Терборха и Метсю; действие их происходит в комнатах патрицианского дома — также как у Хоха. Излюбленные мотивы Вермеера — одинокая женская фигура в залитом солнечным светом интерьере (женщина занята чтением письма, примериванием ожерелья), двух- или трёхфигурная композиция, где участники сцены связаны несложным действием (кавалер подаёт даме бокал вина, служанка вручает хозяйке письмо). Но лиризм Вермеера, поэзия его образов и сам изобразительный строй его обычно небольших по размерам работ — несравненно более высокого плана, нежели у других голландских жанристов. В его полотнах образы повседневности, не теряя своей жизненной убедительности, представляют вместе с тем картину мира, исполненного особой гармонии и красоты». Это замечательное определение развивал В. Г. Власов (с транскрипцией фамилии художника по старо-нидерландской традиции):

Творчество художника настолько оригинально, что с трудом подходит под определение какого-либо стиля. По конструктивной ясности, ритмичности и уравновешенности композиций Фермейр Делфтский ближе всего к классицизму и, в то же время, его живопись — национальное явление оригинального голландского стиля. Она существенно отличается как от итальянского или французского классицизма, так и от фламандского и более сдержанного «голландского барокко»… Вермеер почти не выходил из своего родного дома и писал его интерьеры с их типично голландской обстановкой: дубовой мебелью, восточными коврами, картинами в чёрных лаковых рамах, географическими картами и зеркалами на стенах. Создаётся впечатление, что большего ему и не было нужно. В картинах Фермейра мы видим вариации одних и тех же интерьеров с немногими предметами и фигурами, расположенными в замкнутом пространстве на шахматных клетках пола, освещёнными боковым светом из окна, за которым не видно пейзажа. Причём всегда доминируют вертикали и горизонтали, а диагональные движения в глубину не нарушают гармонию изобразительной плоскости. Это создаёт ощущение гармонии, покоя и тихого течения времени. Натуралистически выписанные детали не только не препятствуют, но сами создают общее поэтическое настроение. Это сцены спокойной бюргерской жизни, почти видения, поэтично, неторопливо зафиксированного на полотне 
В его творчестве всего несколько городских пейзажей, но среди них есть два бесспорных шедевра: «Вид Делфта» и «Улочка в Делфте». Практически отсутствуют сюжеты на религиозные темы. Светотень в картинах Вермеера также принципиально отличается от подобных эффектов караваджистов и тенебристов. Она не создаёт натуралистические «обманки», а конструктивно «строит» композицию картины. По определению Ю. А. Тарасова «при такой концепции света в картину отчётливо входит временно́е начало, ощущаемое зрителем как ритм световой игры… как темп самой жизни».
Ян Вермеер, наряду с Рембрандтом, считается одним из самых выдающихся художников Золотого века голландской живописи. Вермеер работал медленно и с большой осторожностью, часто использовал очень дорогие пигменты. При жизни он был умеренно успешным провинциальным жанристом, признанным в Делфте и Гааге. Он создал относительно немного произведений, в основном зарабатывая на жизнь торговлей картинами. На момент смерти он не был богат, оставив жену в долгах
По мнению некоторых современных авторов (художник Дэвид Хокни, архитектор Филип Стейдмен), Вермеер и ряд других художников XVI—XVII веков пользовались техническими средствами: камерой-обскурой, камерой-люцидой и сферическими зеркалами — для достижения совершенства в создании эффекта перспективы и освещения. Эти теории считаются гипотетическими и подвергаются критике, как со стороны художников, так и со стороны учёных.

## Поиск, изучение и фальсификация картин Вермеера
Скромная известность художника сменилась забвением после смерти. Его имя редко упоминается в основном справочнике Арнольда Хоубракена по истории голландской живописи XVII века «Большой театр голландских художников и художниц» (De groote schouburgh der Nederlantsche konstschilders en schilderessen, 1718—1721) и Вермеер почти два столетия не упоминался в последующих обзорах голландского искусства В XIX веке Вермеер был заново открыт Густавом Фридрихом Ваагеном и Теофилем Торе-Бюргером, которые опубликовали эссе, приписывая ему 66 картин, хотя в наше время к творчеству Вермеера относят только около 34-37 произведений С тех пор репутация Вермеера значительно возросла.
Историки искусства долгое время вели поиски неизвестных картин Вермеера. Огромная ценность произведений художника стала причиной появления в 1930-х годах удачных подделок. Наиболее успешным фальсификатором — автором нескольких работ, проданных под видом произведений Вермеера (например, «Христос в Эммаусе»), в том числе и руководителям нацистской Германии, стал голландский живописец Хан ван Мегерен. Эта скандальная история обернулась причиной скоропостижной смерти ван Мегерена и конфузом для выдающегося мастера атрибуции картин Абрахама Бредиуса.
В конце XIX века четыре картины Вермеера принадлежали российским коллекционерам. На вилле Демидовых под Флоренцией имелись картины «Географ» и «Офицер и смеющаяся девушка». Выдающийся меценат и историк А. А. Половцов показывал гостям своего дома на Большой Морской улице в Санкт-Петербурге картину Вермеера «Хозяйка и служанка». Но в дальнейшем сложилось так, что ни одной картины выдающегося художника не осталось в России.

## «Знаточеская» атрибуция и «Аллегория Веры» Вермеера
Русский живописец Илья Семёнович Остроухов был выдающимся собирателем произведений искусства и «самым настойчивым, самым последовательным, самым страстным открывателем, какого знало русское коллекционерство». Как опытный живописец при определении авторства картин он пользовался методом интуитивной, так называемой «знато́ческой» атрибуции.
В мастерскую Остроухова на экспертизу «шла вся Москва». Он любил давать оценку с первого взгляда. Сам художник повторял: «Пусть искусствоведы представят мне хоть кипу документов в подтверждение своей атрибуции — если я вижу, что это не Рембрандт, значит, это не Рембрандт!». Остроухов делал тончайшие наблюдения, доверяясь собственному чутью художника, а про то, что не любил, говорил просто: «чепуха и дрянь». Но однажды судьба сыграла с ним злую шутку. Коллекционер Дмитрий Иванович Щукин, один из трёх братьев, московских собирателей живописи, показал Остроухову купленную по случаю небольшую картину. Знаток посмотрел и бросил свое обычное: «чепуха и дрянь». Щукин картину продал, а потом оказалось, что это было неизвестное тогда творение Яна Вермеера, художника, произведений которого до сих пор нет в России. «А теперь „Аллегория“ Вермеера, — писал Эфрос, — висит в Гаагском музее, утверждённая в своем великом звании… Останься она у нас — это был бы единственный Вермеер русских музеев». Остроухов так и не признал своей ошибки, более того, он настаивал на том, что искусствоведы обладают «свиным глазом» и не видят живописи. Отвергнутую Остроуховым картину купил выдающийся голландский искусствовед, коллекционер и мастер атрибуций Абрахам Бредиус. В 1889—1909 годах Бредиус был директором картинной галереи Маурицхёйс в Гааге. Ныне «Аллегория веры» Вермеера хранится в музее Метрополитен в Нью-Йорке.
В каталоге аукциона, состоявшегося 16 мая 1696 года, после смерти Якоба Диссиуса, значились двадцать одна картина Вермеера, сегодня из них исследователям известны шестнадцать.
В наше время достоверно подлинными считаются 34 картины Вермеера, ещё 5 — дискуссионными. В современных российских собраниях картины Вермеера отсутствуют. В 2018 году галерея Маурицхёйс в Гааге и онлайн-платформа Google Arts & Culture создали виртуальный музей, в котором представлены все известные ныне произведения Вермеера.

## Галерея
- Спящая девушка. 1656—1657. Холст, масло. Метрополитен-музей. Нью-Йорк
- Девушка, читающая письмо у открытого окна. 1657. Холст, масло. Галерея старых мастеров, Дрезден
- Улочка в Делфте. 1657. Холст, масло. Рейксмюсеум, Амстердам
- Молочница. 1658. Холст, масло. Рейксмюсеум, Амстердам
- Бокал вина. 1660. Холст, масло. Берлинская картинная галерея
- Молодая женщина с кувшином воды. 1662. Холст, масло. Метрополитен-музей, Нью-Йорк
- Кружевница. 1664. Холст, масло. Лувр, Париж
- Женщина с жемчужным ожерельем. 1663—1665. Холст, масло. Берлинская картинная галерея
- Концерт. 1663—1666. Холст, масло. Музей Изабеллы Стюарт Гарднер, Бостон, США. Украдена в 1990 году.
- Астроном. 1668. Холст, масло. Лувр, Париж
- Любовное письмо. 1668. Холст, масло. Рейксмюсеум. Амстердам
- Христос в доме Марфы и Марии. 1655. Холст, масло. Национальная галерея Шотландии, Эдинбург
- Сводница. 1656. Холст, масло. Галерея старых мастеров, Дрезден
- Аллегория Веры. 1670—1672. Холст, масло. Метрополитен-музей. Нью-Йорк

## В культуре
- «Луч света», документальный фильм Алена Жобера[фр.] из цикла «Палитры» (Франция, 1989);
- «Все работы Вермеера в Нью-Йорке», художественный фильм Джона Джоста (США, 1990);
- «Письма к Вермееру», опера Луи Андриссена на либретто Питера Гринуэя (1997—1998);
- «Девушка с жемчужной серёжкой», исторический роман Трейси Шевалье (1999);
- «Девушка с жемчужной серёжкой», художественный фильм по роману Трейси Шевалье (США, 2003);
- «Двойная жизнь Вермеера», роман Луиджи Гуарньери[итал.] (2004);
- «Шляпа Вермеера[англ.]», книга историка Тимоти Брука (2007);
- «Вермеер Тима[англ.]», документальный фильм Теллера (США, 2013);
- «Столкновение с судьбой»;
- Фотографии Билла Гекаса реконструируют некоторые картины художника, всех персонажей Вермеера изображает маленькая дочь фотографа — Афина;
- Фильм «Подлинный Вермеер».
- Агата Кристи, «После похорон». Действие развивается вокруг картины Вермеера.

## Память
- В честь Яна Вермеера назван астероид (4928) Vermeer, открытый астрономом Людмилой Карачкиной в Крымской астрофизической обсерватории 21 октября 1982 года.
- В честь Вермеера был назван сыр «Милнер Вермеер».
- В честь Вермеера названо кодовое имя центральных процессоров компании AMD на микроархитектуре Zen 3.